# Lieder d'Anton Bruckner
Anton Bruckner a composé quelque vingt lieder, le premier vers 1845, le dernier en 1882. La plupart de ces lieder ont été composées au cours de son séjour à l'Abbaye de Saint-Florian (1845-1855) et au cours de sa période d'étude auprès d'Otto Kitzler (1861-1862).

## Saint-Florian et début du séjour à Linz
Lors de son séjour à Saint Florian et à Linz avant sa période d'étude auprès de Kitzler, Bruckner a, après avoir fait des esquisses pour deux lieder, composé trois lieder.
Pendant le début de son séjour à Saint Florian, Bruckner esquissa deux lieder :
- Mild wie die Bäche (Doux comme les ruisseaux), WAB 138, une esquisse de 31 mesures réalisée vers 1845 pour un lied en la bémol majeur, sur un texte de Ernst Marinelli. Le manuscrit, dans lequel l'accompagnement au piano est incomplet, est archivé à l'Abbaye[2],[3]. Ce Liedentwurf, dont un fac-similé a été d'abord publié dans le Volume II/2, pp. 59-60, de la biographie Göllerich/Auer, est édité dans le Volume XXIII/1,  Liedentwürfe, de la Bruckner Gesamtausgabe[4].
- Wie des Bächleins Silberquelle (Comme la source d'argent du ruisseau), WAB 84.1, une esquisse de 60 mesures réalisée vers 1845 pour un duo de sopranos en sol majeur sur le même texte que Ständchen, WAB 84.2[5] (Sämtliche Werke, Band XXIII/2, n° 3). La première partie (mesures 1-56) du manuscrit avec accompagnement incomplet de piano est archivé à l'Abbaye, les autres mesures (57-60) se trouvent au musée de la ville de Wels[6],[7]. Ce Liedentwurf, dont un fac-similé de la première partie a été d'abord publié dans le Volume II/2, pp. 65-66, de la biographie Göllerich/Auer, est édité dans le Volume XXIII/1,  Liedentwürfe, de la de Bruckner Gesamtausgabe.

Par la suite, Bruckner a composé trois lieder :
- Der Mondabend (Soirée au clair de lune), WAB 200, un lied de 12 mesures en la majeur composé vers 1850 pour Aloisia Bogner[8] sur un texte de Johann Gottfried Kumpf[9],[10]. Le lied fait partie du cahier "Lieder für eine Singstimme mit Clavier-Begleitung für Fräulein Louise Bogner", qui a été retrouvé au Landesmuseum de la Haute-Autriche. Le cahier a été publié en 2015 par l'Institut Anton Bruckner de Linz[11].
- Frühlingslied (Chanson de printemps), WAB 68, un lied de 24 mesures en la majeur, composé en 1851 pour la fête du nom d'Aloisia Bogner sur un texte de Heinrich Heine[12]. Ce lied est édité dans le Volume XXIII/1, n° 1, de la Bruckner Gesamtausgabe.
- Wie bist du, Frühling, gut und treu (Printemps, comme tu es bon et fidèle), WAB 58, un lied de 102 mesures en sol majeur composé en 1856 sur cinq des strophes des Amaranths Waldeslieder d'Oskar von Redwitz[13]. Ce lied est édité dans le Volume XXIII/1, n° 2, de la Bruckner Gesamtausgabe.

## Durant la période d'étude auprès de Kitzler
Les lieder et les esquisses, que Bruckner a composés en 1861-1862 en guise d'exercices durant la période d'étude auprès de Kitzler, se trouvent dans la Kitzler-Studienbuch :
- O habt die Thräne gern (1re version), WAB 205, un lied de 16 mesures en la mineur : Kitzler-Studienbuch, pp. 18-19[16]
- Nachglück (1re version), WAB 204, un lied de 16 mesures en do majeur : Kitzler-Studienbuch, p. 19[17]
- Herzeleid, WAB add 232, une esquisse de 16 mesures pour un lied en mi mineur : Kitzler-Studienbuch, p. 20[18]
- Nachglück (2e version), WAB add 235, une esquisse de 16 mesures pour un lied en fa majeur : Kitzler-Studienbuch, p. 21[17]
- Von der schlummernden Mutter, WAB 206, un lied de 20 mesures en fa majeur : Kitzler-Studienbuch, p. 22[19]
- Des Baches Frühlingsfeier, WAB 202, un lied de 22 mesures en ré mineur: Kitzler-Studienbuch, p. 23[20]
- Wie neid ich Dich, du stolzer Wald, WAB 207, un lied de 24 mesures en mi bémol majeur : Kitzler-Studienbuch, p. 24[21]
- O habt die Thräne gern (2e version), WAB 226, une esquisse de 32 mesures pour un lied en la mineur : Kitzler-Studienbuch, p. 42[16]
- Last des Herzens, WAB add 234, une esquisse de 32 mesures pour un lied en mi bémol majeur : Kitzler-Studienbuch, p. 43[22]
- Es regnet, WAB add 231, une esquisse de 24 mesures pour un lied en mi mineur : Kitzler-Studienbuch, pp. 46-47[23]
- Wunsch, WAB add 238, une esquisse de 32 mesures pour un lied : Kitzler-Studienbuch, pp. 47-48[24]
- Der Trompeter an der Katzbach, WAB 201, un lied de 90 mesures en fa mineur sur un texte de Julius Mosen : Kitzler-Studienbuch, pp. 207-213[25]

## Après la période d'étude auprès de Kitzler
Après la fin de la période d'étude auprès de Kitzler, à la fin de son séjour à Linz et à Vienne, Bruckner a  composé quatre autres lieder :
- Herbstkummer (Chagrin d'automne), WAB 72, un lied de 62 mesures en mi mineur composé en avril 1864 sur un texte de "Ernst"[26].
- Im April (En avril), WAB 75, un lied de 73 mesures en la bémol majeur, composé vers 1865 sur un texte de Emanuel Geibel.
- Mein Herz und deine Stimme (Mon cœur et ta voix), WAB 79, un lied de 60 mesures en la majeur composé en 1868, sur un texte de August von Platen.
- Volkslied (Hymne national), WAB 94, un lied de 34 mesures en do majeur composé en 1882 sur un texte de Josef Hiver. Bruckner composa ce lied, ainsi qu'une seconde version pour chœur d'hommes (Sämtliche Werke, Band XXIII/2, n° 32), pour une compétition für eines sangbares Nationallied (chants pour Hymne national)[27],[28].

Ces lieder sont édités dans le Volume XXIII/1, n° 3 à 6, de la Bruckner Gesamtausgabe:

## Discographie
Six enregistrements commerciaux contiennent des lieder de Bruckner :
- Marie Luise Bart-Larsson (soprano), Gernot Martzy (piano), Kammermusikalische Kostbarkeiten von Anton Bruckner – CD Weinberg Records SW 01 036-2, 1996 : Herbstkummer et Mein Herz und deine Stimme
- Robert Holzer (basse), Thomas Kerbl (piano), Anton Bruckner - Lieder/Magnificat – CD LIVA 046, 2011 : les lieder édités dans le volume XXIII/1 de la Bruckner Gesamtausgabe, à l'exception du Volkslied. Réédité en tant que Anton Bruckner - Lieder, Chöre, Magnificat – CD Gramola 99071, 2015, avec, en extra, le lied Der Mondabend retrouvé dans l'intervalle.
NB : Les lieder sont transposés pour correspondre à la tessiture de Holzer. Quatre de ces lieder peuvent aussi être écoutés sur YouTube : Frühlingslied, Wie bist du, Frühling, gut und treu, Mein Herz und deine Stimme et Im April
- Ulf Bästlein (baryton), Sascha El Mouissi (piano), Ich blick’ in mein Herz und ich blick' in die Welt - CD Gramola 99136, 2017 : Im April
- Elisabeth Wimmer (soprano), Daniel Linton-France (piano) : 
  - Böck liest Bruckner I (3 octobre 2018) – CD Gramola 99195, 2019 : Frühlingslied, Amaranths Waldeslieder et Mein Herz und deine Stimme.
NB : Der Mondabend est par ailleurs comparé avec le lied Der Mondabend, D.141, de Franz Schubert.
  - Böck liest Bruckner II (5 octobre 2019) – CD Gramola 99237, 2020 : Herbstkummer, Im April, et deux lieder du Kitzler-Studienbuch : O habt die Thräne gern, WAB 205 et Vor der schlummernden Mutter, WAB 206
- Günther Groissböck (basse), Malcolm Martineau (piano) - Männerliebe und Leben – CD Gramola 99294, 2024 : Herbstkummer, WAB 72, Im April, WAB 75 et Mein Herz und deine Stimme, WAB 79

## Sources
- August Göllerich, Anton Bruckner. Ein Lebens- und Schaffens-Bild, vers 1922 – édition posthume par Max Auer, G. Bosse, Ratisbonne, 1932
- Anton Bruckner – Sämtliche Werke, Band XXIII/1: Lieder für Gesang und Klavier (1851-1882), Musikwissenschaftlicher Verlag der Internationalen Bruckner-Gesellschaft, Angela Pachovsky (Éditeur), Vienne, 1997
- Anton Bruckner - Sämtliche Werke, Band XXV: Das Kitzler Studienbuch (1861-1863), fac-similé, Musikwissenschaftlicher Verlag der Internationalen Bruckner-Gesellschaft, Paul Hawkshaw et Erich Wolfgang Partsch (Éditeurs), Vienne, 2015
- Lieder für Luise Bogner, eine Volksliedersammlung Anton Bruckners, Oberösterreichische Schriften zur Volksmusik, Band 16, Klaus Petermayr (Éditeur), Institut Anton Bruckner de Linz, 2015
- Cornelis van Zwol, Anton Bruckner 1824-1896 – Leven en werken, uitg. Thot, Bussum, Pays-Bas, 2012.  (ISBN 978-90-6868-590-9)
- Uwe Harten, Anton Bruckner. Ein Handbuch. Residenz Verlag, Salzbourg, 1996.  (ISBN 3-7017-1030-9).
- Crawford Howie, Anton Bruckner - A documentary biography, édition révisée en ligne